# Amblyaspis flavibrunnea
Amblyaspis flavibrunnea är en stekelart som beskrevs av Alan Parkhurst Dodd 1924. Amblyaspis flavibrunnea ingår i släktet Amblyaspis och familjen gallmyggesteklar. Inga underarter finns listade i Catalogue of Life.